# タッカー級駆逐艦
タッカー級駆逐艦（英語: Tucker-class destroyers）は、アメリカ海軍の駆逐艦の艦級。

## 設計
本級はオブライエン級の改正型として設計されており、船体長を増して幅を減らした以外、艦容は同級に類似していた。主機関も、パーソンズ直結タービンまたはカーチス直結タービンを搭載した点では従来と同様だが、本級では、初めて減速歯車装置付きの巡航タービンを結合している。従来用いられてきた巡航タービンやレシプロ蒸気機関と比して小型・高速化できるので、巡航時の燃費改善に効果があった。また「ワズワース」では、米駆逐艦として初めて、タービンと推進器の間に減速歯車装置を配するギヤード・タービン方式が採用された。これは良好な成績を収めたことから、以後の艦級で、段階的に採用が拡大されていくことになった。
なお、1915年度計画艦では、魚雷発射管を増備するとともに高角砲が追加されており、アメリカ海軍協会（USNI）では別の艦級（サンプソン級）として扱っている。

## 同型艦
1914年度計画にもとづき、フォアリバー造船株式会社及びバス鉄工所で6隻が建造された。これらは1915年から1916年にかけて就役し、第一次世界大戦で実戦投入された。1917年12月6日、「ジェイコブ・ジョーンズ」はUボート（U-53）の雷撃により撃沈されたが、これは敵の攻撃で撃沈された初のアメリカ軍駆逐艦であった。戦後、主機形式が異なる「ワズワース」を除く残存艦は沿岸警備隊に転籍してラム・パトロールに従事した。1936年までに全ての艦がスクラップとして売却された。
- タッカー (USS Tucker, DD-57)

由来の人物は、独立戦争時に通商破壊、米英戦争時に沿岸防衛に従事したサミュエル・タッカー代将。
フォアリバー造船所にて1914年11月9日起工・1915年5月4日進水・1916年4月16日就役、1921年5月16日退役。沿岸警備隊に1926－33年従事後1936年12月10日売却。
- カニンガム (USS Conyngham, DD-58)

由来の人物は、独立戦争時にフランスを拠点に通商破壊に従事した「ダンケルク・パイレーツ」を率いたガスターヴス・カニンガム。
ウィリアム・クランプ・アンド・サンズにて1914年7月27日起工・1915年7月8日進水・1916年1月21日就役、1922年6月23日退役。沿岸警備隊に1925－33年従事後1934年8月22日売却。
- ポーター (USS Porter, DD-59)　※水雷艇TB-6以来の二代目

由来の人物は、南北戦争でレッド川方面作戦や第二次フィッシャー砦の戦いで陸軍支援に従事したデビッド・D・ポーター大将。
ウィリアム・クランプ・アンド・サンズにて1914年8月24日起工・1915年8月26日進水・1916年4月17日就役、1922年6月23日退役。沿岸警備隊に1924－33年従事後1934年8月22日売却。
- ワズワース (USS Wadsworth, DD-60)

由来の人物は、第一次バーバリ戦争以来海外で活動し、第二次バーバリ戦争以降は戦隊・艦隊司令官を歴任したアレクサンダー・S・ワズワース代将。
バス鉄工所にて1914年2月23日起工・1915年4月29日進水・1915年7月23日就役、1922年6月3日退役後1936年1月7日売却。
- ジェイコブ・ジョーンズ (USS Jacob Jones, DD-61)

由来の人物は、擬似戦争から第二次バーバリ戦争にかけて前線で活動し、戦間期も太平洋・地中海で艦隊を率いたジェイコブ・N・ジョーンズ代将。
ニューヨーク造船所にて1914年8月3日起工・1915年5月29日進水・1916年2月10日就役、1917年12月6日イギリス海峡西口にてドイツ潜水艦U-53の雷撃により戦没。
- ウェインライト (USS Wainwright, DD-62)

由来の人物は、南北戦争時に士官3名が戦死したウェインライト家。父ジョナサン二世と従弟リチャードは戦時、子ジョナサン三世は戦後の海賊鎮圧時に戦死。
ニューヨーク造船所にて1914年9月1日起工・1915年6月12日進水・1916年5月12日就役、1922年6月3日退役。沿岸警備隊に1926－34年従事後1934年8月22日売却。